# Cellosonate Nr. 1 (Beethoven)

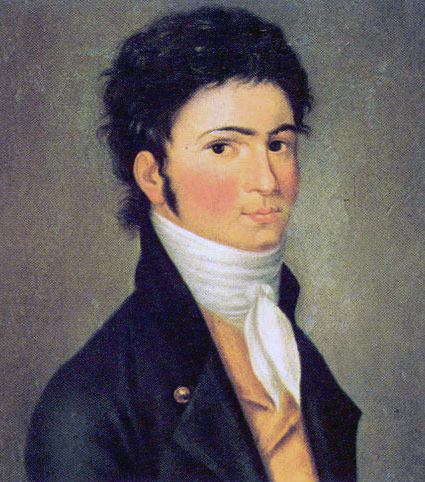
Beethoven-Porträt von Carl Traugott Riedel aus dem Jahr 1801

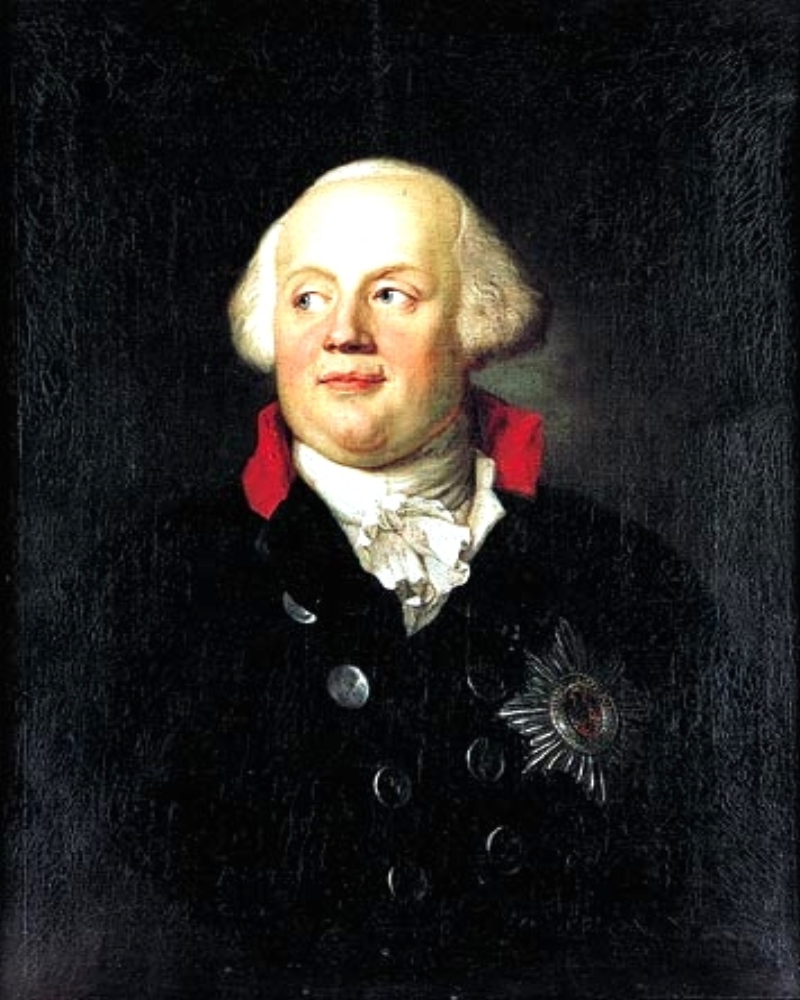
Friedrich Wilhelm II., Widmungsträger der Cellosonaten op. 5, porträtiert von Anton Graff 1792

Die Cellosonate Nr. 1 F-Dur op. 5,1 ist eine Sonate für Cello und Klavier von Ludwig van Beethoven mit zwei Sätzen.

## Entstehung
Diese Cellosonate entstand ebenso wie ihr Schwesterwerk im Jahr 1796, nachdem Beethoven am preußischen Hof von König Friedrich Wilhelm II. in Berlin dem Cellisten Jean-Louis Duport begegnet war. Beethoven begann mit der Komposition im Frühjahr 1796 und beendete sie wahrscheinlich in Wien im gleichen Jahr.

## Zur Musik
Die Komposition fällt in Beethovens erste Schaffensperiode.
Die Bezeichnung „Deux Grand Sonates pour Le Clavecin ou Piano-Forte avec un Violoncelle obligé“ verweist auf die im Gegensatz zur Vergangenheit gleichberechtigte Rolle des Cellos. Trotz gleicher Konzeption, die möglicherweise von Mozarts „Sonate für Klavier und Violine in C-Dur KV 303“ entlehnt ist, zeigen Beethovens zwei op.-5-Sonaten deutliche Unterschiede.

### 1. Satz: Adagio sostenuto – Allegro
Cellosonate Nr. 1 (Beethoven), 1. Satzⓘ

Der erste Satz der F-Dur-Sonate beginnt mit einer langsamen Einleitung und geht nach einer Dominante, die mit ihrer Länge von 11 Takten den Einleitungscharakter des Adagios unterstreicht, in ein groß dimensioniertes Allegro über. Die Themen erklingen, möglicherweise von Mozart inspiriert, sowohl im Cello als auch im Klavier, wobei sich beide Instrumente in ihrer Rolle als Hauptstimme abwechseln. Kadenzartige Anklänge und die Art ihrer Bearbeitung des Hauptthemas verleihen der Coda Konzertcharakter.

### 2. Satz: Allegro vivace
Cellosonate Nr. 1 (Beethoven), 2. Satzⓘ

Das Finale ist im Stil eines Mozart-Rondos gehalten. Die ab Takt 85 enthaltenen Tonwiederholungen und Schleifer veranlassten den Musikwissenschaftler Alexander A. Ringer, den Satz als „alla turca“ zu bezeichnen.
Im Höhepunkt des Satzes lassen der Rhythmus und die Pizzicato-Begleitung Anklänge an Beethovens von einer Arie aus Wolfgang Amadeus Mozart Oper Die Zauberflöte inspiriertes Variationswerk Bei Männern, welche Liebe fühlen, WoO 46 erkennen.

## Wirkung
Beide dem König Friedrich Wilhelm II. von Preußen gewidmeten Cellosonaten wurden im Februar 1797 gedruckt und erschienen im Artaria-Verlag. In seinem Brief vom 16. September 1798 bedankt sich Jean-Louis Duport für die durch Beethoven übersandte Abschrift des op. 5 und drückte die Hoffnung aus, die beiden Cellosonaten gemeinsam mit dem Komponisten spielen zu dürfen.